# Ersttag
Der Ersttag, der erste Gültigkeitstag einer Briefmarke ist der von der Postverwaltung festgesetzte Termin, an dem die Marke als Postwertzeichen erstmals zum Frankieren von Postsendungen verwendet werden darf. An diesem Tag beginnt ihre Kursfähigkeit. Wenn ein Verkauf am Schalter vor diesem Tag nicht erlaubt ist, entspricht der Ersttag dem ersten Verkaufstag (dem Erstausgabetag), also dem ersten Tag der Ausgabe einer Marke.
Es kommt jedoch vor, dass der erste Verkaufstag und der erste Tag der Gültigkeit (Ersttag) nicht identisch sind; dann beginnt die Gültigkeitsdauer einer Briefmarke erst einige Tage nach dem Erstausgabetag, etwa damit Händler und Sammler Ersttagsbriefe vorbereiten können. Das kommt insbesondere in der Schweiz und in Österreich vor.
In Frankreich und den Vereinigten Staaten gibt es auch eigene Erstverkaufstage für einen Ort, der zu der Briefmarke in einer besonderen Beziehung steht. Ein solcher lokaler Ausgabetag liegt in der Regel ein bis drei Tage vor dem landesweit geltenden Erstausgabetag.
Bei Briefmarkenserien können die einzelnen Werte unterschiedliche Ersttage aufweisen, insbesondere bei Dauermarken, die meist eine längere Gültigkeitsdauer haben. Oft geht die Ausgabe neuer Werte bei Freimarken mit einer Portoerhöhung einher, deren Termin mit dem Ersttag der verschiedenen Wertstufen zusammenhängt.
Anlässlich des Ersttages werden von den meisten Postverwaltungen eigene amtliche Ersttagsbriefe und Ersttagsblätter herausgegeben, bei denen die aufgeklebten Marken durch besonders gestaltete Ersttags-Sonderstempel entwertet sind.
Bei den meisten Briefmarken gibt es auch einen Letzten Tag der Gültigkeit. Dieser wird normalerweise ebenfalls von der Postverwaltung festgesetzt. Darauf kann aber auch verzichtet werden. Die Sondermarken der DDR bis 1963 und die der Deutschen Bundespost sowie der Deutschen Bundespost Berlin bis 1968 waren in der Regel bis zum Ende des nächsten oder übernächsten Jahres gültig. Ab 1964 (in der DDR) und ab 1969 (im Bereich der beiden westdeutschen Postverwaltungen) gab es keine amtlich vorgegebenen Termine für das Ende der Gültigkeit deutscher Briefmarken mehr. In den USA könnten theoretisch alle Marken seit Juli 1865, die nach dem Sezessionskrieg herausgeben worden sind, noch verwendet werden.
Aber politische Ereignisse (insbesondere kriegerische), Währungsreformen oder Währungsumstellungen können die Gültigkeit von Briefmarken beenden. So war etwa durch die Wiedervereinigung der 2. Oktober 1990 der letzte Gültigkeitstag der DDR-Marken von Januar 1964 bis Juni 1990 und der 31. Dezember 1991 der letzte Gültigkeitstag der DDR-Marken seit der Währungsunion mit der Aufschrift „Deutsche Post“ vom 2. Juli 1990 bis zum 2. Oktober 1990 sowie aller seit 1969 ausgegebenen Marken der Deutschen Bundespost Berlin.
Im Zusammenhang mit der Euro-Umstellung endete die Gültigkeit der österreichischen und deutschen Briefmarken in Schilling- bzw. DM-Währung am 30. Juni 2002.